# Henry Duff Linton
Pour les articles homonymes, voir Linton.
Henry Duff Linton (1815-1899) est un dessinateur et graveur sur bois britannique, qui travailla beaucoup pour la presse française.

## Biographie
Né à Londres du côté de Mile End Old Town en 1815, de William Linton, un charpentier de marine originaire d'Aberdeen, et Mary Stephenson, une galloise, issue de la classe moyenne, Henry a un frère aîné avec lequel il restera en contact étroit, William James Linton (1812-1897), qui fut également graveur, écrivain et réformateur républicain. 
Il collabore très tôt à The Illustrated London News, l'ancêtre de la plupart des grands hebdomadaires illustrés européens, ainsi qu'au National Magazine.
En février 1855, son frère lance Pen and Pencil, an illustrated family newwspaper, un hebdomadaire illustré qu'il finance grâce à l'aide d'Edmond Morin, un peintre et graveur sur bois français, avec lequel Henry avait travaillé durant l'exil de celui-ci à Londres après le coup d'État de Louis-Napoléon Bonaparte. Il expose à Manchester dans le cadre de l'Art-Treasures Exhibition de 1857 (en).
Henry Linton et Morin fréquentent à Paris à partir de 1857 la bande à Gustave Courbet, à savoir Jules Champfleury et plus tard Jules-Antoine Castagnary. Linton exécute pour ce dernier les illustrations de ses Salons (1857-1870). Ils travaillent pour Le Monde illustré et Le Journal illustré.
Il a gravé les nombreuses vignettes de deux importantes sommes, Les Grandes Usines de France, à partir de 1860, et celles du Grand dictionnaire universel du XIXe siècle de Pierre Larousse à partir de 1866.
Il meurt le 18 juin 1899, à Norbiton.

## Œuvre

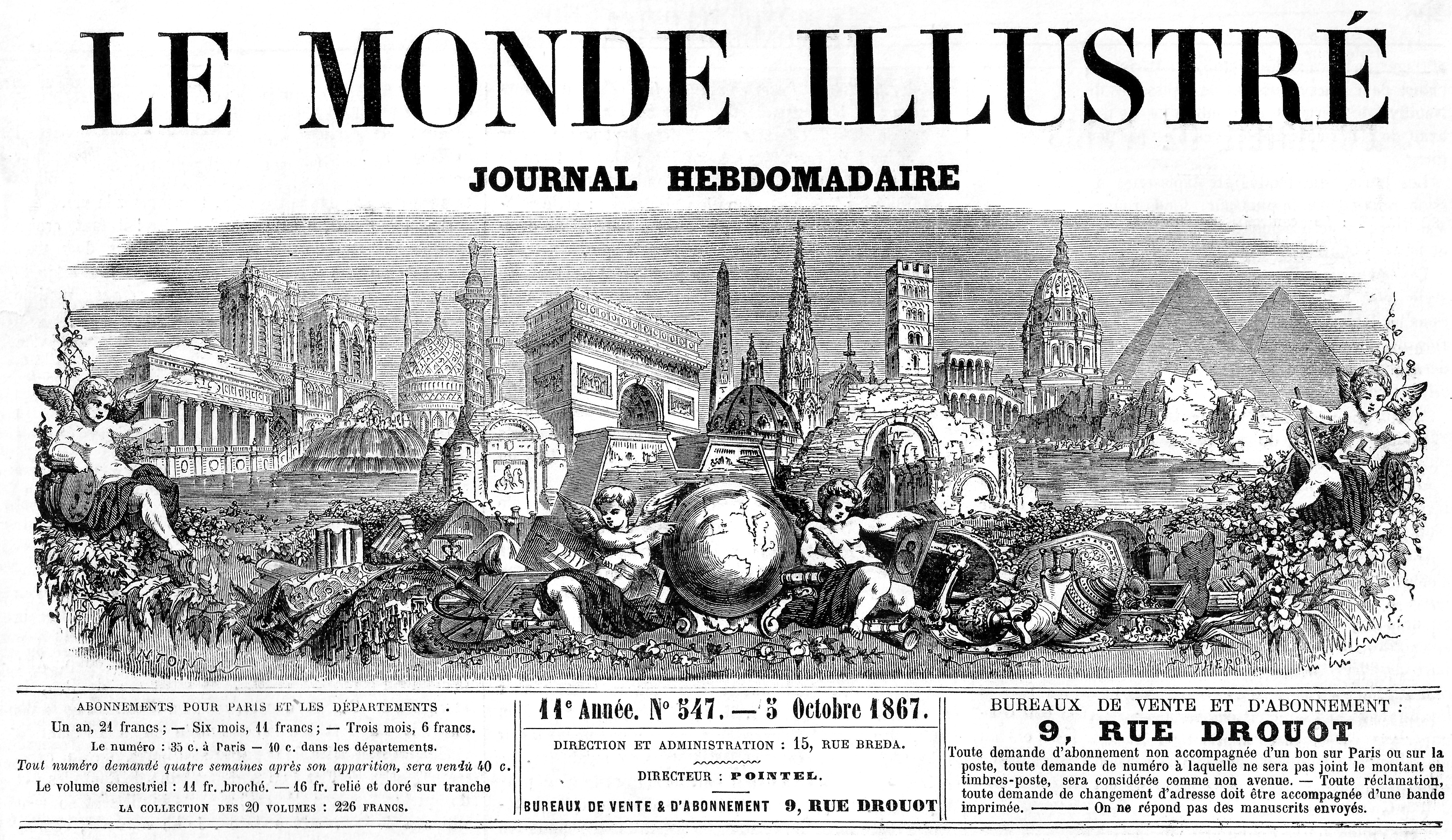
Titre gravé du Monde illustré (1867), dessiné par Émile Thérond.

Il signe « H. Linton sc. », et la grande majorité de ses gravures sont des bois.

### Illustrations d'ouvrages
- [collectif] Playing at settlers, or, The faggot-house par R. Lee, Londres, Grant and Griffith, 1855.
- Orphée aux Enfers, opéra bouffon par Hector Crémieux et Jacques Offenbach, Paris, Michel-Lévy, 1858.
- La Dame de Bourbon de Jean-Bernard Mary-Lafon, avec Edmond Morin, Bourdillat, Paris, 1860.
- Grand album des Expositions de peinture et de sculpture. 69 tableaux et statues de Jules-Antoine Castagnary, Paris, Librairie des Deux Mondes, 1865.
- Les Grandes Usines de France par Julien Turgan, Paris, A. Bourdilliat et Cie / Michel-Lévy frères, 1860-1895 [plusieurs séries et rééditions].
- Le Comte de Montalembert par Henry de Riancey, portrait en frontispice, Paris, Victor Palmé, [1870].
- [collectif] Children's book for Sabbath hours d'Asa Bullard, Springfield Mass. et Chicago, W.J. Holland and Co., 1873.
- Les Compagnons de Jéhu par Alexandre Dumas, édition illustrée par Alphonse de Neuville, Paris, Calmann Lévy, 1889.